# Суда (коммуна)
Суда́ (фр. Soudat) — коммуна во Франции, находится в регионе Аквитания. Департамент — Дордонь. Входит в состав кантона Ле-Перигор-вер-нонтронне. Округ коммуны — Нонтрон.
Код INSEE коммуны — 24541.

## География
Коммуна расположена приблизительно в 390 км к югу от Парижа, в 125 км северо-восточнее Бордо, в 55 км к северу от Перигё.

### Климат
Климат умеренный океанический со средним уровнем осадков, которые выпадают преимущественно зимой. Лето здесь долгое и тёплое, однако также довольно влажное, здесь не бывает регулярных периодов летней засухи. Средняя температура января — 5 °C, июля — 18 °C. Изредка вследствие стечения неблагоприятных погодных условий может наблюдаться непродолжительная засуха или случаются поздние заморозки. Климат меняется очень часто, как в течение сезона, так и год от года.

## Население
Население коммуны на 2010 год составляло 84 человека.
| 1962 | 1968 | 1975 | 1982 | 1990 | 1999 | 2010 |
| ---- | ---- | ---- | ---- | ---- | ---- | ---- |
| 150  | 121  | 98   | 99   | 78   | 72   | 84   |

## Администрация
| Период | Период | Фамилия        | Партия       | Примечания |
| ------ | ------ | -------------- | ------------ | ---------- |
| 2001   | 2020   | Жан-Клод Ратье | беспартийный | фермер     |

## Экономика
В 2010 году среди 40 человек трудоспособного возраста (15-64 лет) 26 были экономически активными, 14 — неактивными (показатель активности — 65,0 %, в 1999 году было 50,0 %). Из 26 активных жителей работали 22 человека (12 мужчин и 10 женщин), безработных было 4 (1 мужчина и 3 женщины). Среди 14 неактивных 6 человек были учениками или студентами, 3 — пенсионерами, 5 были неактивными по другим причинам.